# 埃尔邦河
埃尔邦河（法語：Herbon，法語發音：[ɛʁbɔ̃]）是法国中央-盧瓦爾河谷大區安德尔省与谢尔省的河流，是阿爾農河的左支流，长23.7千米，发源自波迪，于马赛流入阿尔农河。